# Glavina Gornja
Glavina Gornja – wieś w Chorwacji, w żupanii splicko-dalmatyńskiej, w mieście Imotski. W 2011 roku liczyła 283 mieszkańców.